# Anthony Miles (cestista)
Anthony Gillespie Miles jr. (New Orleans, 15 dicembre 1989) è un cestista statunitense, che gioca come playmaker o guardia, nella Pallacanestro Mantovana.

## Carriera
Dopo aver giocato in tanti campionati europei, il 27 luglio del 2017 approda nella seconda serie italiana di pallacanestro a Scafati. Il 1º dicembre dello stesso anno, la società rende noto di aver sospeso il giocatore, poiché risultato positivo al test anti-doping alla sostanza THC a seguito di un controllo disposto dalla Nado Italia al termine della gara di campionato Givova Scafati – Moncada Agrigento svoltasi il 12 novembre..
Nell'estate 2018 torna a giocare firmando per la neo-nata Cagliari Dinamo Academy società di Serie A2.
Nell'estate del 2019 viene ingaggiato dall'EBK Roma società militante nel girone Ovest di Serie A2. Il 4 dicembre rescinde il proprio contratto con la società romana.
Il 20 dicembre successivo viene acquistato dalla Pallacanestro Orzinuovi, società bresciana di Serie A2 girone Est. Nel giugno del 2020 viene confermato nel roster della società orceana, per la stagione 2020-21, diventandone anche il capitano.
Nel settembre 2021 lascia l'Italia dopo quattro anni, per firmare con Beirut, militando nel campionato libanese.
Il 23 luglio 2022 fa ritorno nel campionato italiano di Serie A2, firmando per la Pallacanestro Mantovana.